# ブルーメリー
『ブルーメリー』は、日本のバンド藍坊主のミニ・アルバム。
2013年5月15日にトイズファクトリーから発売。

## 解説
- 2013年第一弾リリースで、バンド自身初となるミニ・アルバム。
- 初回限定盤と通常盤でのリリース。また藍坊主のCDとしては初めて初回限定盤と通常盤のジャケットが異なる。
- ジャケット、ブックレットにはhozzy(Vo)がアクリル絵の具で描いたイラストが用いられている｡
- アルバムタイトル「ブルーメリー(bloomery)」はbloom(塊鉄、花)、ery(状態や場所を表す接尾辞)で練鉄炉、花製造所という意味を持つ。
- 初回限定盤には7月5日から行われたツアー「aobozu TOUR 2013 ～境界を溶解する妖怪～」の先行予約シリアルナンバー、2ndミニ・アルバム「S/Normally」との連動応募券を封入。
- 初回限定盤のDVDには「青空」MVとメイキング映像を収録。

## 収録曲

### CD
1. 音楽室から見た虹(4:32)
作詞、作曲:藤森真一
2. サンダー(4:25)
作詞、作曲:佐々木健太
サビ以外は殆ど漢字であり、歌詞カードには歌詞の読み方と意味が書かれている。歌詞が漢字なのはコイントスのカップリング曲「シータムン」以来である。
3. 青空(3:52)
作詞、作曲:藤森真一
藤森(Ba)曰く『一人の女性に向けた「愛してる」』を表現した曲。また、PVが製作されている。
シングル曲以外のPVが製作されるのはハナミドリに収録されている「ジムノペディック」以来となる。
4. 夜の工場(4:48)
作詞、作曲:佐々木健太
アルバムジャケットはこの曲をイメージして描かれた。
5. グッバイコンデンサ(instrumental)(1:07)
作曲:佐々木健太
藍坊主初のインストゥルメンタル曲である。藍坊主の全楽曲の中で最も短い曲。
6. 彼女を修理(4:57)
作詞、作曲:佐々木健太
7. ハッピーリバースデー(4:53)
作詞、作曲:藤森真一

### DVD(初回限定盤のみ)
1. 青空 (Music video+Making)